# 卡尼翁角
64°34′S 61°55′W / 64.567°S 61.917°W
卡尼翁角是南極洲的海岬，位於葛拉漢地的丹科海岸，處於班克羅夫特灣入口處西南部，由比利時探險隊繪入地圖，現時由南極條約體系管理。